# Міндельштеттен
Міндельштеттен (нім. Mindelstetten) — громада в Німеччині, розташована в землі Баварія. Підпорядковується адміністративному округу Верхня Баварія. Входить до складу району Айхштет. Складова частина об'єднання громад Пферрінг.
Площа — 22,72 км2. Населення становить 1736 ос. (станом на 31 грудня 2020).